# Christian Moser
Christian Moser, född 20 december 1972 i Villach i Kärnten är en österrikisk tidigare backhoppare. Han representerade SV Villach.

## Karriär
Christian Moser debuterade i världscupen i tysk-österrikiska backhopparveckan på hemmaplan i Innsbruck 4 januari 1990. Han blev nummer 72 av 79 startande. Moser fick sin första placering bland de tio bästa i en deltävling i världscupen i Sapporo i Japan 19 december 1992 då han blev nummer 8. Han har två placeringar bland de tio bästa i världscupen. Den andra fick han i normalbacken Lahtis i Finland 5 mars 1994 då han blev nummer två, bara slagen av Jens Weissflog från Tyskland. Samtidig vann Moser en lagtävling i världscupen, i stora backen, i Lahtis. Säsongen 1994/1995 var hans bästa i världscupen där han blev nummer 21 totalt, och även i backhopparveckan där han slutade som nummer 25 sammanlagt.
Moser tävlade i olympiska spelen 1994 i Lillehammer i Norge. Där blev han nummer 10 i normalbacken och 26 i stora backen. I lagtävlingen vann Moser en olympisk bronsmedalj tillsammans med lagkamraterna Heinz Kuttin, Stefan Horngacher och Andreas Goldberger. Tyskland vann tävlingen före Japan.
Christian Moser deltog i Skid-VM 1995 i Thunder Bay i Kanada. Han slutade som nummer 15 i normalbacken och nummer 41 i stora backen. I lagtävlingen blev det österrikiska laget nummer 6.
Efter VM 1995 hoppade Moser i 5 deltävlingar i världscupen, den sista i Hakuba i Nagano i Japan 26 januari 1997, innan han avslutade sin backhoppningskarriär.